# Dance With Me/Dance With You
「Dance With Me/Dance With You」（ダンス・ウィズ・ミー / ダンス・ウィズ・ユー）は、OKAMOTO'Sの7枚目の両A面シングル。2015年6月17日にAriola Japan（Sony Music Labels）から発売された。初回生産限定盤は、「Dance With Me」のレコーディング・ドキュメンタリーが収録されたDVDが同梱。

## 概要
前作「HEADHUNT」に続く2015年2枚目のシングル。ミュージック・ビデオの監督はどちらもBaitが担当している。
オカモトショウは「『Let It V』と『VXV』を作り終えて、ずっと次のオリジナルアルバムをどういう方向性にしようか考えていた。これまで伝統的なロックやルーツに根ざした音楽が大好きで、それがバンドの芯であり、その歴史の一部になりたいと思っていたが、5周年を経て、ただ自分たちが好きな音楽をやるだけじゃ、歴史の一部になれないんじゃないかと個人的に思い始めていて。岸田さん（岸田繁）と『Dance With Me』を完成させたことで、『Dance With You』が生まれて、ニューアルバムに向けた全体像やコンセプトも見えた。だからこれはただのシングルではない」と話している。
当初は4月29日に「Dance With Me」と「ZEROMAN」の両A面でリリース予定だったが、岸田とともにレコーディングした「Dance With Me」と対比の関係にある楽曲として「Dance With You」を4人だけで制作するというアイデアを実現させるため、6月17日に発売が延期された。

## 収録曲
1. Dance With Me [4:03]
Produced by 岸田繁
(作詞・作曲：OKAMOTO'S / 編曲：岸田繁, OKAMOTO'S)
  - TBS系「CDTV」2015年8・9月度オープニングテーマ[6]。「Dance With You」の原型でもある4人で作ったデモをプロデュースを担当した岸田繁に聴かせたところ、「この曲で何を聴かせたいのかわからんし、歌詞の言葉も上手くはまってないから、どうしたらいいかわからない」とダメ出しされ、4つ打ちのリズムやテンポ感、打ち込みなどを岸田が削っていった。その後は岸田が4人の前で踊り始め「俺が踊ってる感じに合わせて演奏してみて」と、指揮者のように原型を崩していく、という作業を数時間行った。レコーディングに入ると、岸田は「4人で歌詞を書いたほうがいい」と提案し、OKAMOTO'Sの4人で歌詞を書くことになった。ハマ・オカモトは「岸田さんが最初に“この曲で何を聴かせたいのかようわからん”と言ったのは4人の統一した想いが感じられなかったということ。俺らは考えてるつもりだったけど、しっかり自覚できていなかった。4人に歌詞を書かせることで、それを確認させたかったんだと思う」[7]。
2. Dance With You [4:30]
Produced by OKAMOTO'S
(作詞・作曲・編曲：OKAMOTO'S)
  - 日清食品「カップヌードル『バカッコイイ』篇」CMソング[8]。前述の通り「Dance With You」の原型であるデモは岸田に「4つ打ちやこういう打ち込みをやる必要はない」と言われ、岸田によって削られていったが、4人は「Dance With me」ができたことで「Dance With You」の存在感が際立つと確信。二つの曲の対比を見せられたらシングルのパッケージとして面白いと思ったという。The Whoのエッセンスである間奏は「Dance With me」を作ってから出てきたアイデア[7]。
3. ZEROMAN (Single ver.) [3:28]
(作詞：オカモトショウ, 松尾スズキ / 作曲：オカモトコウキ / 編曲：佐橋佳幸, OKAMOTO'S)
  - 映画「ジヌよさらば〜かむろば村へ〜」主題歌。映画の監督を務めた松尾スズキの「最後に明るく、前向きになれるような主題歌が欲しい。映画に関係のある内容を語った歌を作りたい」という希望から起用が決定した[9]。